# Dersca
Dersca es una comuna y pueblo de Rumania ubicada en el distrito de Botoșani.

## Demografía
Según el censo de 2011, tiene 3124 habitantes, mientras que en el censo de 2002 tenía 3038 habitantes. La mayoría de la población es de etnia rumana (96,03 %).
La mayoría de los habitantes son cristianos de la Iglesia Ortodoxa Rumana (83,61 %), con una minoría de pentecostales (11,36 %).
La comuna carece de pedanías y Dersca es el único pueblo de la comuna. Hasta 2003, pertenecían a esta comuna las pedanías de Lozna y Străteni, pero en 2003 se separaron para formar la comuna de Lozna.

## Geografía
Se ubica en la frontera con Ucrania, unos 30 km al sur de la ciudad ucraniana de Chernivtsi.